# モーターランド鈴鹿
座標: 北緯34度48分25.95秒 東経136度30分18.65秒 / 北緯34.8072083度 東経136.5051806度
モーターランドSUZUKA（もーたーらんどすずか）は三重県鈴鹿市にある自動車レース場。同市内にありF1日本グランプリの開催される鈴鹿サーキットや鈴鹿ツインサーキットとは別の施設である。

## 開催イベント
- ほのぼの走行会（年間5回開催の初心者向きグリップ走行会）[2]
- ロドフェス（マツダ・ロードスター限定の走行会）[3]
- スポーツカート耐久フェスティバル[4]